# Martial van Schelle
Martial van Schelle né le 6 juin 1899 à Hoogstraten et mort le 15 mars 1943 au camp de concentration de Breendonk est un nageur, bobeur et aéronaute belge ayant participé aux Jeux olympiques d'été de 1924 à Paris et aux Jeux olympiques d'hiver de 1936 à Garmisch-Partenkirchen.

## Biographie
La famille de Martial van Schelle aurait émigré à Chicago au début du XXe siècle. Il serait revenu en Europe avec le corps expéditionnaire américain dans lequel il se serait engagé après la mort de sa mère lors d'un naufrage provoqué par un U-boat. Il serait resté en Belgique après la fin de la guerre.
En 1924, il participe au relais 4 × 200 mètres belge lors des Jeux olympiques d'été de 1924 à Paris. Le relais termine troisième de sa série en 11 min 14 s 8 et n'est pas qualifié pour les demi-finales.
Il participe à la Coupe aéronautique Gordon Bennett en 1933 et 1938. Aux Jeux olympiques d'hiver de 1936 à Garmisch-Partenkirchen, son bob à quatre se classe 5e et son bob à deux 9e.
Il aurait ouvert un magasin de sports à Bruxelles et aurait été le propriétaire de deux patinoires.
Arrêté par l'occupant allemand en janvier 1943, il est enfermé au camp de concentration de Breendonk où il est fusillé le 15 mars 1943 .